# Mandukhaï Khatun
Mandukhaï Khatun (mongol : Мандухай хатан, chinois : 满都海哈屯), aussi connue comme Mandukhaï Sechen Khatun (mongol : Мандухай сэцэн хатан signifiant Reine Mandukhaï la Sage), née vers 1449 et morte en 1510, est une khatun (reine) de la dynastie Yuan du Nord dans la Mongolie post-impériale. Elle a réuni les Mongols avec son mari Dayan Khan.

## Jeunesse
Mandukhaï est la seule fille de Chorosbai, chingsang (grand conseiller) des Mongols Ongüt dans la Mongolie orientale. Sa famille fait partie de l'aristocratie. À l'âge de 18 ans, Mandukhaï est mariée à Manduul Khan, qui règne sur l'empire mongol de 1473 à 1479, dont elle a une fille. Mandukhaï prend alors le pas sur Yekhe Khabartu Yungin, la première épouse qui n'a pas enfant.
Après la mort de Manduul Khan en 1467 des mains de son conseiller IsmaÏl, un espion et un agent de la Chine des Ming, le trône reste vacant sans héritier. Mandukhaï élève en secret et adopte Batu-Möngke, un orphelin de sept ans, fils du dernier Jonon Bayan Mongkhe, un descendant direct de Genghis Khan et membre du clan Bordjigin, qui avait aussi été assassiné par IsmaÏl. Comme Batu-Möngke est le dernier descendant vivant de Genghis Khan, Mandukhaï le proclame Dayan Khan, et elle rejet l'offre de mariage du général Unubold. Celui-ci, lui-même descendant de Hasar, jeune frère de Genghis Khan, reste cependant loyal à Mandukhaï et au jeune khan.

## Khatun de Mongolie
Ayant pris le commandement des Mongols, Mandukhaï conduit la guerre contre les Oïrats et les vainc. Après avoir réprimé les Mongols occidentaux qui étaient en permanence en guerre civile, Mandukhaï et Dayan Khan les punissent en leur demandant de suivre cinq règles.
Ces règles sont les suivantes :
- le cimier des casques ne doit pas dépasser deux doigts de long ;
- manger la viande sans couteau ;
- ne pas appeler la ger (yourte) un ordon (palais) ;
- ne pas nommer l'ayrag du tsegee ;
- se mettre à genoux devant les khans.

Les Oïrats acceptent toutes ces conditions, sauf la deuxième. Cette victoire éclatante sur les Oïrats lui apporte une grande réputation parmi les Chinggisides.
Lorsque Batu-Möngke atteint dix-neuf ans, elle l'épouse et consolide ainsi son contrôle sur les Mongols. Les Oïrats se rebellent de nouveau et lancent des attaques contre les Mongols orientaux. Mandukhaï mène une grande armée contre eux : bien qu'enceinte, elle combat toujours et délivre des jumeaux durant une longue bataille. Les Mongols occidentaux sont de nouveau vaincus.
À partir de 1480, Dayan Khan et Mandukhaï accroissent la pression sur le territoire Ming, en fermant le commerce frontalier et en tuant un envoyé mongol. Pour la contenir, les Chinois Ming agrandissent rapidement la Grande Muraille et utilisent la nouvelle artillerie avec la poudre à canon pour défaire ses troupes. Mandukhaï épouse Dayan Khan mais continue à gouverner la Mongolie. Elle réoccupe la région d'Ordos et y stationne des soldats pour surveiller la Chine. Elle réintrônise Dayan Khan aux Huit yourtes blanches d'Ordos, mais ils doivent fuir une attaque chinoise. Mandukhaï et Dayan Khan s'établissent vers la Kherlen en 1501, ce qui n'empêche pas son mari de poursuivre les raids mongols sur la Chine Ming.
Mandukhaï meurt en 1510. D'après les sources les plus crédibles, elle est décédée de causes naturelles, bien que des légendes affirment qu'elle a été assassinée par un agent double des Ming ou par l'une des concubines de son mari. Cependant, aucune de ces histoires n'est suffisamment étayée. Comme Genghis Khan, il semble que sa tombe n'ait jamais été retrouvée.

## Postérité
Mandukhaï a réussi à maintenir Dayan Khan au pouvoir en tant que descendant de Genghis Khan, et elle a battu les Oïrats. Ces deux faits ont contribué aux légendes qui se sont formées autour de sa vie.
Elle a laissé sept fils et trois filles. Les derniers khans et nobles de Mongolie sont ses descendants.
Mandukhaï Khatun la Sage (mongol : Мандухай сэцэн хатан, anglais : Queen Mandukhai the Wise) est un film mongol, tiré du roman homonyme de Ts. Natsagdorj, les deux œuvres racontant sa vie.

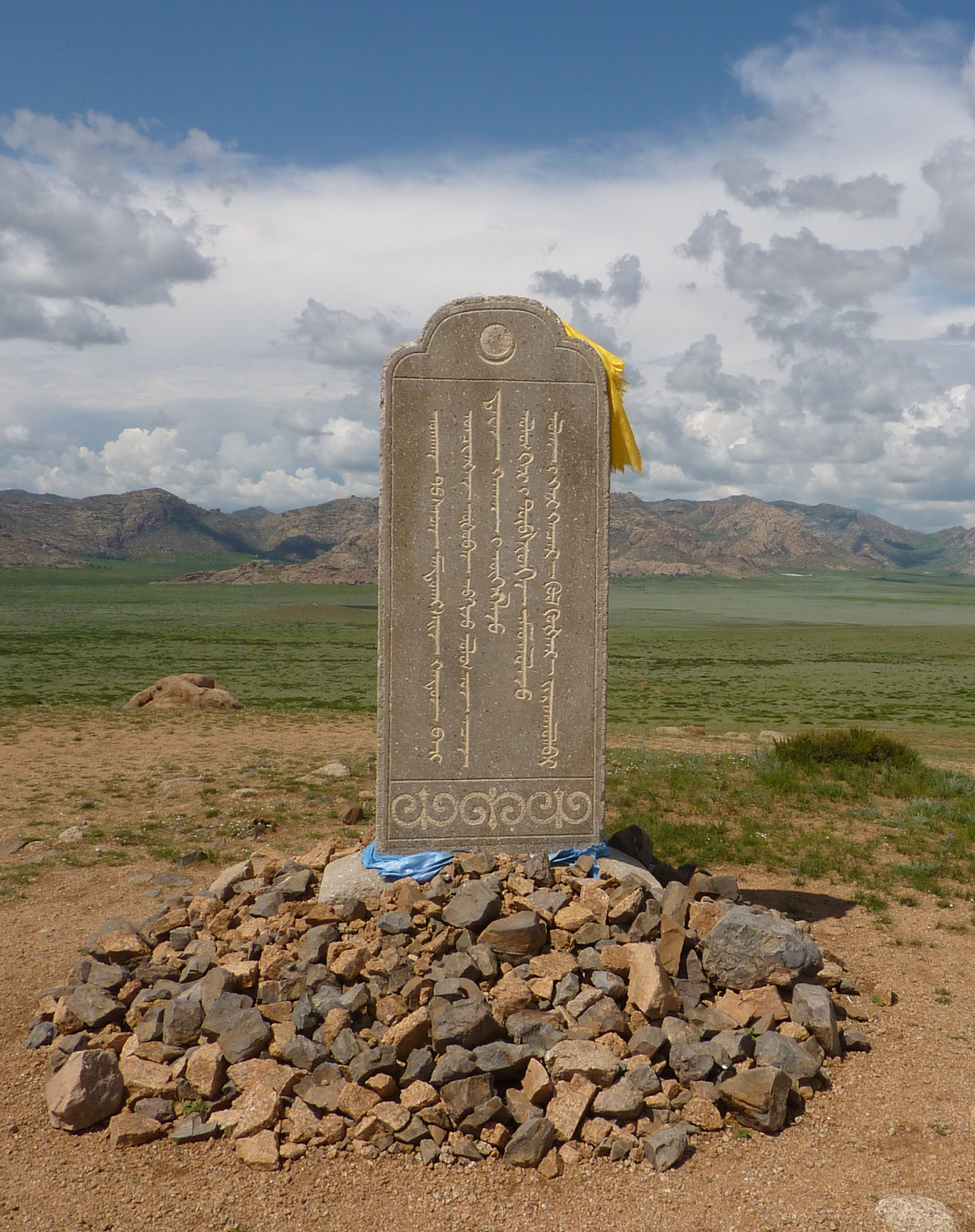
Stèle érigée à la suite du film